# Hartmannsdorf-Reichenau
Hartmannsdorf-Reichenau huyện Sächsische Schweiz-Osterzgebirge, bang Sachsen, Đức. Đô thị Hartmannsdorf-Reichenau có diện tích 28,31 km².